# 国家初级学院

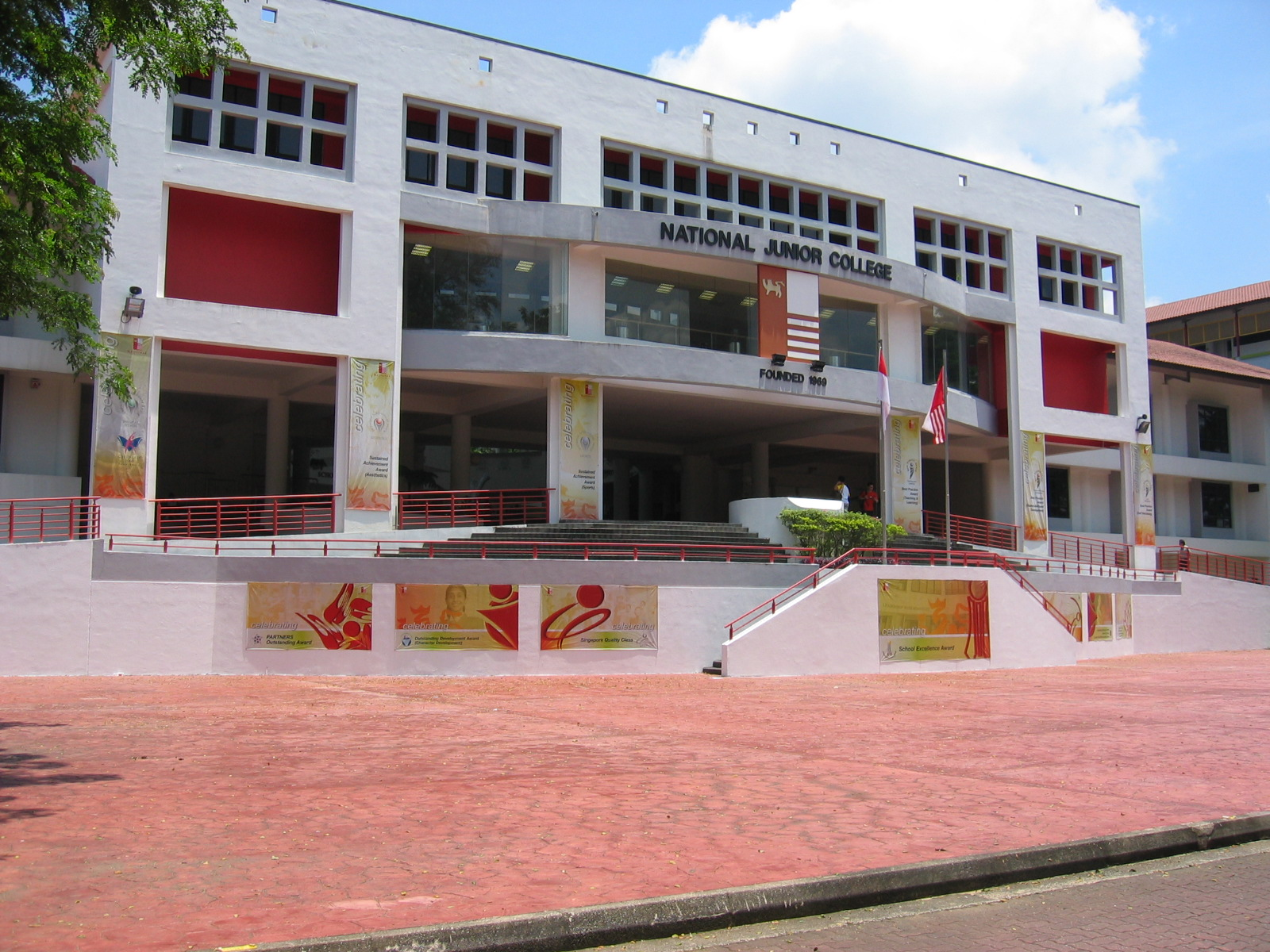
學院的校舍

国家初级学院，简称国初，在1969年建校，是新加坡第一所初级学院，提供两年制的高中课程，学生在两年的学习结束后参加新加坡-剑桥高级水准会考（Singapore-Cambridge GCE 'A' Level）。国初在每年的初级学院排名都在首五名内。
2004年，国初开办了直通车课程，为一些中学三年级的学生提供了一系列更有创意性的课程。参与直通车课程的学生将无须参加新加坡-剑桥普通水准会考（Singapore-Cambridge GCE 'O' Level）。

## 学院代表颜色
国初的校徽采用了红、白两色，正是新加坡国旗的颜色。校徽左上角有一只金色的狮子，也代表了新加坡。校服为灰色。

## 学院开办的特别课程
美术选修课程 （Art Elective Programme, AEP）
国初是新加坡第一所开办美术选修课程的初级学院，为对美术有天分的学生提供了能够让他们对美术和设计有更深一层认识和了解的课程。在1985年开办后，AEP课程的学生曾经在很多大型比赛中得奖，也有一部分学生获取了国外的奖学金到国外优秀的美术学院深造。
德文选修课程（Language Elective Programme (German)）
国初是唯一一所开办德语选修课程的初级学院，这个课程提供了对语言有天分并在普通水准会考中曾修读过德文的学生更进一步修读德文的机会。学生在高级程度会考的时候所考的是高级程度的德文考卷。执教这项课程的教师一律是德国人，而课程则是在校内一间特别的教室进行。
除了课堂学习以外，参与课程的学生将有机会在一年级的时候到德国进行为期一个月的短期交流计划。另外课程里也有很多跟德国风土人情、经济历史有关的专题作业。
大部分参与这项课程的学生都曾在新加坡教育部属下的语言中心修读过四年的德文（中一到中四），但也有一小部分没有在语言中心修读德文的学生参加这项课程，这些学生通常都曾经在入读国初前在国内或国外念过德文，而德文的程度也有相当一定的水准。

## 著名校友
- 李显龙，新加坡第三任总理
- 李显扬，新加坡前进党籍政治人物
- 陳碩茂，新加坡工人黨前議員
- 乔斯林谢，美国脱口秀喜剧演员